# Kink 1212
De Kink 1212 is een eenmalige lijst met de beste popsongs aller tijden volgers de luisteraars van radiostation Kink FM. Men kon via de website van Kink FM stemmen op de beste popsongs aller tijden. Hier werd uiteindelijk een lijst met 1212 songs van gemaakt. Kink FM zond deze top 1212 uit van 22 september 2007 tot en met 1 oktober 2007. De lijst werd overdag van 9 tot 19 uur gedraaid. 
Eerder al verscheen een soortgelijke lijst van Kink FM. De Kink 1111 was ook een lijst met de beste popsongs aller tijden. Paranoid Android van Radiohead voerde de lijst aan. Bij de Kink 1212, echter, is Black van Pearl Jam de nummer 1. Opvallende noteringen in de top 10 zijn er voor Editors die de 7e positie met Munich behalen, in de Kink 1111 nog op nummer 48 staande. Ook Sober van Tool scoort goed. In de Kink 1111 stond de plaat nog op nummer 35, in de Kink 1212 op 9.
De Kink 1212 is net als haar voorganger een alternatieve muzieklijst. Klassiekers als Bohemian Rhapsody en Hotel California ontbreken wederom. De meeste nummer in de lijst zijn afkomstig uit de jaren 90 en de jaren '00. Men mocht op nummers stemmen die 1 jaar of ouder waren.

## Top 10
De top 10 van de Kink 1212, uitgezonden op 1 oktober 2007.
| #  | Artiest      | Titel                   |
| -- | ------------ | ----------------------- |
| 1  | Pearl Jam    | Black                   |
| 2  | Radiohead    | Paranoid Android        |
| 3  | Nirvana      | Smells Like Teen Spirit |
| 4  | Joy Division | Love Will Tear Us Apart |
| 5  | Metallica    | One                     |
| 6  | The Cure     | A Forest                |
| 7  | Editors      | Munich                  |
| 8  | Jeff Buckley | Hallelujah              |
| 9  | Tool         | Sober                   |
| 10 | Depeche Mode | Enjoy the Silence       |